# Мансуров Михайло Пилипович
Михайло Пилипович Мансуров (узб. Mansurov Mixail Filippovich; 1916–1993) — радянський, узбецький актор театру і кіно. Народний артист СРСР (1978).

## Біографія
Михайло Мансуров народився 15 (28) жовтня 1916 року в селищі Качкарський приїск (нині місто Пласт, Челябінська область, Росія) (за іншими джерелами — в Єкатеринбурзі).
У 1937 році закінчив Свердловське театральне училище (нині Єкатеринбурзький державний театральний інститут).
У 1937–1948 роки — актор Свердловського драматичного театру. У 1948–1949 роках грав в Одеському театрі Радянської армії (нині — Львівський академічний драматичний театр імені Лесі Українки). У 1949–1950 роках — актор Іркутського драматичного театру.
З 1951 року — актор Ташкентського російського драматичного театру ім. М. Горького (нині Російський драматичний театр Узбекистану). Також грав у Узбецькому академічному театрі драми ім. Хамзи (з 2001 — Узбецький національний академічний драматичний театр) в Ташкенті.
Помер 24 грудня 1993 року в Ташкенті. Похований на Боткінському цвинтарі.

## Звання та нагороди
- Народний артист Узбецької РСР (13.11.1964)[5]
- Народний артист СРСР (1978)
- Орден Трудового Червоного Прапора (1986)
- Орден «Знак Пошани» (1959)[6]
- Інші медалі

## Творчість

### Ролі у театрі
- 1952 — «Шовкове сюзане» А. Каххара — Дехканбай
- 1954 — «Справжня людина» Т. І. Лондона за повістю Б. М. Полевого "Повість про справжню людину " — Маресьєв
- 1962 — «Яків Богомолов» М. Горького — Яків Богомолов
- 1964 — «Чайка» А. П. Чехова — Тригорін
- 1970 — «Між зливами»[7] О П. Штейна — Ленін
- «Життя Клима Самгіна» за романом М. Горького — Клим Самгін
- «Ромео і Джульєтта» В. Шекспіра — Ромео
- «Вишневий сад» А. П. Чехова — Трофімов
- «Дон Карлос» Ф. Шиллера — Маркіз де Поза
- «На дні» М. Горького — Лука
- «Таємниці паранджі» Хамзи — Рустам
- «Ранок Сходу» — Салохіддін.

### Ролі у кіно
- 1955 — «Зустрінемось на стадіоні» — Рустам
- 1965 — «Перекличка» — епізод
- 1965 — «Хочу вірити» — Михайлов
- 1977-1984 — «Вогняні дороги» — Вотінцев.